# Cultura de Porto Rico

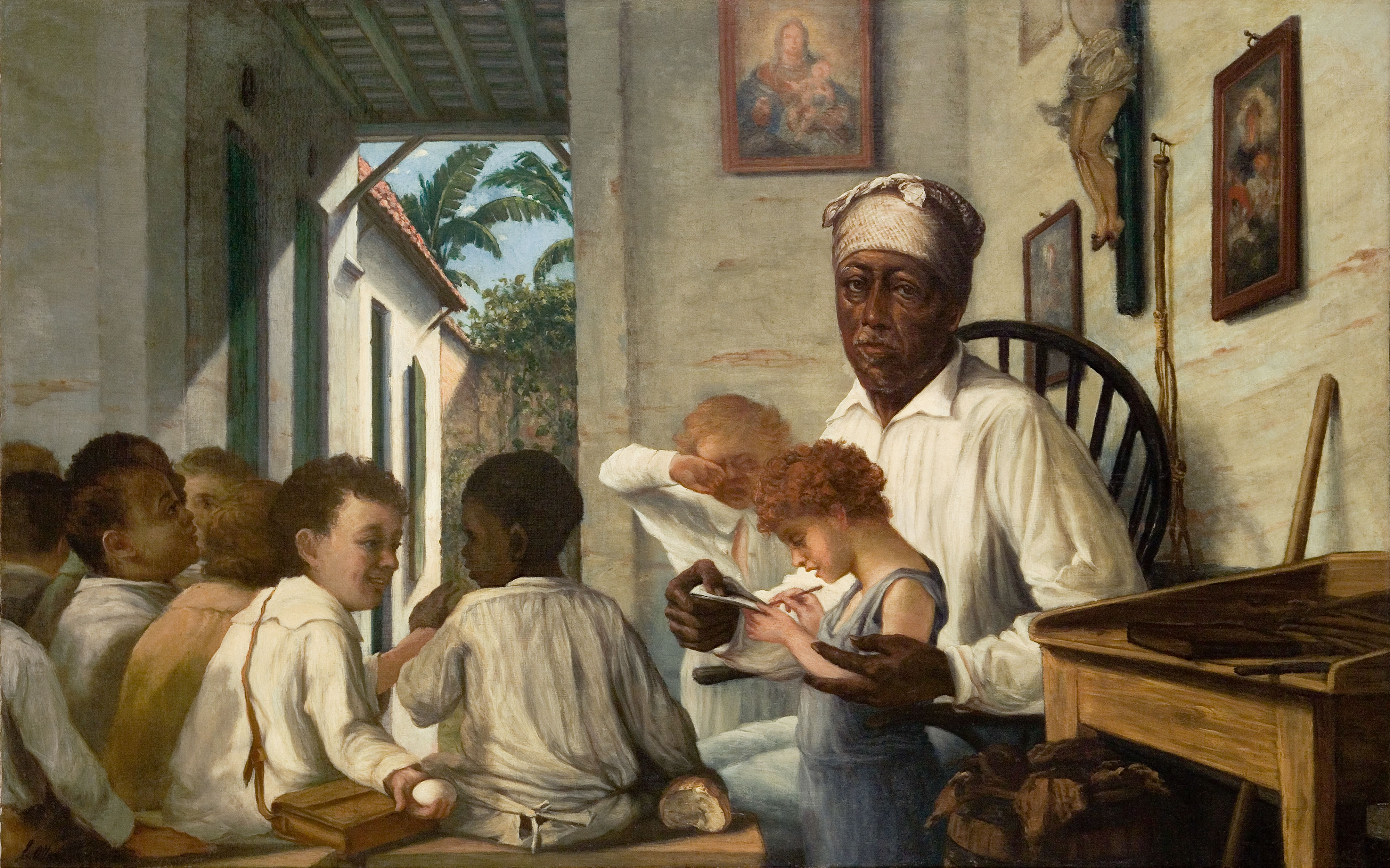
"La escuela del Maestro Cordero", do artista porto-riquenho Francisco Oller.

A cultura de Porto Rico é o resultado de um grande número de influências de povos indigenas nativos e de imigração estrangeira, tanto no passado, quanto no presente. As manifestações culturais contemporâneas dos porto-riquenhos demonstram a riqueza da história da ilha e ajudam a criar uma identidade do país, que advém da fusão de diversas culturas: taínos (índios nativos), espanhóis, africanos, outros europeus, asiáticos, árabes e norte-americanos.
A co-associação com os Estados Unidos alterou de forma direta o comportamento civil Porto Riquenho, inclusive culturalmente. A aparente luxuosa estrutura e vida litorânea que é cultivada nos Estados Unidos, como a caráter de Miami, marca o atual comportamento do povo desta ilha, se assemelhando inclusive pelas agravações das desigualdades sociais. Apesar da "americanização", o povo porto riquenho carrega sua original cultura, como o Catolicismo e os costumes de cunho indígena.